# ROBID
ROBID (Romanian Interbank Bid Rate) este rata medie a dobânzii la depozite atrase pe piața interbancară românească. Cu alte cuvinte, ROBID este rata cu care o bancă este dispusă să se împrumute de la altă bancă.